# Elfújta a szél (film)
Az Elfújta a szél (eredeti cím: Gone with the Wind) 1939-ben bemutatott színes amerikai film, amely Margaret Mitchell azonos című, Pulitzer-díjas regényéből készült, mely az amerikai polgárháború idején és az azt követő években játszódik az Egyesült Államok déli felén.
Margaret Mitchell 1926-ban fogott hozzá a regény megírásához. Végül tíz évvel később, 1936. június 30-án adta közre először. A megjelenése után egy évvel a már Pulitzer-díjas könyv jogait David O. Selznick producer egy hónappal a kiadás után addig példa nélküli áron, 50 000 dollárért vette meg az írónőtől. Abban az időben ez volt a legmagasabb összeg, amit valaha kifizettek egy szerző első írásáért. A film első jelenetét 1938. december 10-én vették fel Atlantában.
A regény egy család, azon belül is egy fiatal nő, Scarlett O’Hara sorsát meséli el. A történet 1861-ben, Észak-Georgiában veszi kezdetét, ahol is még javában virágzik a rabszolgatartó Dél. Scarlett, akinek a harcokat megelőzően a legfontosabb dolga az volt, hogy az őt körülrajongó vagyonos fiatalembereket kénye-kedve szerint szédítse, a háború beálltával azonban be kell bizonyítania rátermettségét és hűségét Tarához, a családi birtokhoz, mely alapot adott az ő és családja megélhetéséhez. O’Hara valódi drámája azonban mégsem a körülötte zajló háború lesz, hanem az, hogy álmai férfiját sohasem kaphatja meg.
Ebből a történetből Selznicknek egy ütőképes, de politikailag el nem ítélhető filmet kellett készítenie, s vigyáznia kellett arra, hogy ne tüntesse fel rossz színben sem a feketéket, sem pedig a Délen élőket. Ezt végig szem előtt tartotta, és törekedett arra, hogy messzemenőkig ellentétes filmet alkosson D. W. Griffith mesterművével, az erősen rasszista Egy nemzet születésével (1915).

## A film cselekménye
|  | Alább a cselekmény részletei következnek! |

A film -és az alapjául szolgáló könyv- központi témája Scarlett O'Harának, egy déli ültetvényes lányának boldogulása az amerikai polgárháború, majd később a Dél megváltozott viszonyai közepette. A történet elején Scarlettel édesapja georgiai birtokán, Tarán találkozunk, ahol a udvarlói gyűrűjében látjuk őt, elkényeztetett földbirtokos-kisasszonyként. A cselekményt megindító mozzanat Scarlett reménytelen szerelme Ashley Wilkes, a szomszédos földbirtokos fia iránt. Ashley azonban egy másik lányt, Melaney Wilkest veszi feleségül; bosszúból Scarlett hozzámegy Melanie bátyjához, Charles Hamiltonhoz. Mindez a Wilkes birtokon tartott kerti mulatság napján zajlik; emlékezetes ez a nap, hisz ekkor találkozik Scarlett először Rhett Butlerrel, és ezen a napon tör ki a polgárháború. Scarlett házassága nem tart sokáig, mert Charles hamar áldozatul esik a háborúnak, Scarlett ezután Atlantába költözik – ahol Melanie is lakik -, hogy Ashley közelében lehessen, ha a férfi hazalátogat a frontról. Azonban Atlantából az előrenyomuló jenkik miatt menekülni kényszerül Melanie-val, aki nemrég hozta világra Ashley gyermekét. A menekülésben Butler kapitány lesz segítségükre – legalábbis egy darabig, mert útközben otthagyja őket, hogy beálljon a Konföderáció hadseregébe. Scarlett elcsigázottan, de reménykedve érkezik haza Tarára, ahol édesanyja halálával, és egy jenkik által kifosztott birtokkal kell szembesülnie. Itt ér véget a film első része.
A második rész elején azt látjuk, hogyan próbál megbirkózni Scarlett a háború utáni nehéz viszonyokkal, hogy fenntarthassa a birtokot, és enni adjon a családjának. Az időközben hazatért Ashley ebben nem sok segítségére tud lenni, így Scarlett hozzámegy Frank Kennedyhez, húga vőlegényéhez, akinek sikerült némi pénzt összeszednie atlantai üzlete segítségével. Scarlett ismét Atlantába költözik, és hamarosan másodjára is megözvegyül: Franket egy utcai összecsapás során meggyilkolják.
Rhett ekkor látja elérkezettnek az időt arra, hogy előálljon szerelmi vallomásával, és megkérje az éppen megözvegyült nő kezét. "Nem várhatok mindig arra, hogy éppen két férj között legyen" – mondja Scarlettnek. Házasságuk azonban Scarlett Ashley utáni reménytelen epekedése miatt boldogtalan lesz, és lányuk halálát követően viszonyuk végképp megromlik.
Melanie halálának napján Rhett úgy dönt, elhagyja az asszonyt, hogy ne álljon annak útjában, és Scarlett végre imádott Ashley-jé lehessen. A tragikus fordulat, hogy Scarlett ekkor jön rá, hogy igazából már régóta Rhettet szereti, az Ashley iránti érzelmei csak gyerekes illúzión alapultak. Rhettet viszont nem sikerül meggyőznie; a férfi Scarlett könnyes szerelmi vallomására, és a jövőjüket firtató kérdésre csak ennyit válaszol: „Őszintén szólva kedvesem, fütyülök rá.” Az összetört Scarlettnek végül eszébe jut otthona, Tara, ami tartást adhat neki, így optimistán mondja ki a végszót: „holnap új nap virrad”.

## Szereplők
| Színész                    | Szereplő                 | 1. szinkron Multi Home Video Kft. (1994 – 1995) | 2.szinkron MAHIR Film Kft. (1995) |
| -------------------------- | ------------------------ | ----------------------------------------------- | --------------------------------- |
| Clark Gable                | Rhett Butler             | Mihályi Győző                                   | Vass Gábor                        |
| Vivien Leigh               | Scarlett O`Hara          | Balázs Ági                                      | Györgyi Anna                      |
| Leslie Howard              | Ashley Wilkes            | Sinkovits-Vitay András                          | Rékasi Károly                     |
| Olivia de Havilland        | Melanie Hamilton         | Kocsis Judit                                    | Kovács Nóra                       |
| Thomas Mitchell            | Gerald O`Hara            | Rajhona Ádám                                    | Gruber Hugó                       |
| Barbara O'Neil             | Ellen O`Hara             | Sunyovszky Szilvia                              | Andresz Kati                      |
| Evelyn Keyes               | Suellen O'Hara           | Majsai-Nyilas Tünde                             | Balogh Erika                      |
| Ann Rutherford             | Carreen O'Hara           | Vadász Bea                                      | Kiss Eszter                       |
| George Reeves              | Stuart Tarleton          |                                                 | Kerekes József                    |
| Fred Crane                 | Brent Tarleton           |                                                 | Németh Gábor                      |
| Hattie McDaniel            | Mammy                    | Molnár Piroska                                  | Győri Ilona                       |
| Oscar Polk                 | Pork                     | Melis Gábor                                     | Melis Gábor                       |
| Butterfly McQueen          | Prissy                   | Bogdányi Titanilla                              | Huszárik Kata                     |
| Victor Jory                | Jonas Wilkerson          | Móni Ottó                                       | Móni Ottó                         |
| Everett Brown              | Big Sam                  | Ifj. Jászai László                              | Csuja Imre                        |
| Howard C. Hickman          | John Wilkes              |                                                 | Pataky Imre                       |
| Alicia Rhett               | India Wilkes             | Létay Dóra                                      | Kiss Erika                        |
| Rand Brooks                | Charles Hamilton         |                                                 | Selmeczi Roland                   |
| Carroll Nye                | Frank Kennedy            | Besenczi Árpád                                  | Németh Gábor                      |
| Marcella Martin            | Cathleen Calvert         |                                                 | Udvarias Anna                     |
| Laura Hope                 | 'Pittypat' Hamilton néni | Czigány Judit                                   | Molnár Piroska                    |
| Eddie 'Rochester' Anderson | Peter bácsi              |                                                 | Antal László                      |
| Harry Davenport            | Dr. Meade                | Kun Vilmos                                      | Kun Vilmos                        |
| Leona Roberts              | Mrs. Meade               | Kassai Ilona                                    | Kassai Ilona                      |
| Jane Darwell               | Mrs. Dolly Merriwether   | Győri Ilona                                     | Pápai Erzsi                       |
| Ona Munson                 | Belle Watling            |                                                 | Menszátor Magdolna                |

## Így készült a film

### Scarlett
A produkció legelején a legfőbb kérdés az volt, hogy ki játssza el a főszereplőt. David a legjobb személy felkutatásához közel 1400 színésznővel készíttetett próbafelvételeket. A szerepre számos elképzelés volt, és volt is kikből válogatni, hisz a harmincas években olyan nagy formátumú színésznők voltak esélyesek O’Hara szerepére, mint Katharine Hepburn, Norma Shearer, Bette Davis, Barbara Stanwyck, Joan Crawford, Lana Turner, Susan Hayward, Carole Lombard, Paulette Goddard, Irene Dunne, Merle Oberon, Ida Lupino, Joan Fontaine, Loretta Young, Miriam Hopkins, Jean Arthur, Tallulah Bankhead, Joan Bennett, Frances Dee és Lucille Ball. A végső szerepválogatáson ketten állták ki a próbát: Paulette Goddard és egy ismeretlen színésznő. Selznick egészen a film kezdéséig titkolta a Scarlettet játszó színésznő kilétét.
A filmet még el sem kezdték forgatni, de Selznick egy olyan jól kitalált kampánnyal tartotta lázban egész Amerikát, ami csupán egyetlen kérdésből állt: „Ki fogja játszani Scarlettet?” Persze titokban tartva a dolgot, Vivien Leigh már 1937-ben megtudta, hogy ő fogja eljátszani Scarlett O'Harát. Ezt később azzal a jól csengő mítosszal csomagolták be, hogy a producer az utolsó pillanatban felfedezte Vivien Leigh-t, de az igazság ennél még kacifántosabb volt: Laurence Oliviert áthívták a film próbafelvételeire, ahová magával vitte jegyesét, Leigh-t is. Olivier végül nem kapta meg a rá szánt szerepet, Vivient azonban felkérték Scarlett szerepére.

### Rhett
Selznicknek a férfi főszereplőt illetően is voltak alternatívái, hisz abban az időben csak kevesekre illett a háborúból hasznot húzó Rhett Butler szerepe. Az írónő Basil Rathbone színésznek kívánta Rhett Butler szerepét adni, de Selznick ezt nem fogadta el. Az egyik lehetséges választás Gary Cooper volt, ám hiába ajánlották fel neki a szerepet, végül elutasította az ajánlatot. A másik szóba jöhető illető Clark Gable volt, ám ő akkortájt az MGM stúdióban volt az egyik legfőbb sztár. Selznicknek át kellett adnia a forgalmazási jogokat, de annyit még elért Gable szerződtetése mellett, hogy megcsapolta a stúdió pénzügyi készletét 1,25 millió dollárral. A két főszereplő egyébként csak a vásznon volt egyenrangú partnere a másiknak, mert a színfalak mögött nem egyforma bérezésben részesültek: Vivien Leigh, aki mindössze 125 munkanapot töltött el forgatással, 25 000 dollár honoráriummal térhetett haza, míg Gable, aki „csak” 71 napig játszhatta Butlert a lenyűgöző díszletek között, 120 000 dollárra tett szert (Gable neve a stáblistán is megelőzte Vivien Leigh-t).

### Atlanta égése
A film első nyersvágása 1939 júliusában volt, és hozzávetőlegesen négy és fél órából állt, de végül csak negyvennyolc percet vágtak ki belőle. (Csupán ehhez a felvételhez 113 percnyi anyagot használtak fel, a tűz pedig 25 000 dollárt emésztett el a költségvetésből). A láng olyan nagy és intenzív volt, hogy távolabb a helyszíntől azt hitték, éppen leég az MGM stúdiója, és Culver Cityben a forgatásról semmit sem tudó lakosok rémületükben telefonálni kezdtek a tűzoltóságnak. Atlanta égésének ábrázolásához felgyújtották a King Kong megmaradt díszleteit és annyi statisztát vettek fel, amivel „újravívhatták volna a polgárháborút”. A totális pusztítás felvételéhez mind a hét, Hollywoodban akkor fellelhető Technicolor kamerát felhasználták. Ennek a jelenetnek a statisztikájához még hozzátartozik, hogy tíz darab tűzoltó-berendezést béreltek a Los Angeles-i Tűzoltó-parancsnokságtól, továbbá 50 alkalmazott tűzoltó és 200 ember feladata volt, hogy ügyeljen a lángokra. Az ő segítségükre közel 5000 gallonos víztartályok álltak a rendelkezésre, hogy aztán könnyűszerrel elfojtsák az azóta is példa nélkül álló tűzvészt. A minden idők egyik legnagyobb filmjének tekintett Elfújta a szél évtizedekre etalonná vált a moziregények számára.

### Rendező trió
A produkció kétéves forgatása során egymás után három filmrendező irányította a forgatást. George Cukor volt az első. Cukorral abban az időben jól kijöttek a stúdiók fejesei, de egyik nagy hátránya az volt, hogy nem erőltette meg magát a forgatások során, s ez később az egyik indok lett távozásával kapcsolatban. A rendező 1937-ben beperelte a Paramountot, mert a stúdió az Édes pásztoróra című filmje számos jelenetét újrarendeztette Ernst Lubitschcsal. A jogi hercehurca végül odáig fajult, hogy a stúdió felbontotta Cukor szerződését, az akkoriban már nevesnek számító rendező átsétálhatott az RKO főhadiszállására. Itt Selznickkel azon nyomban megállapodott, majd amikor 1933-ban a producer távozott az RKO-tól, Cukor követte őt a Metro-Goldwyn-Mayerhez. George Cukor itt tovább folytathatta a filmkészítést, ám amikor David 1936-ban beindította saját független vállalatát, Cukor oda is leszerződött, így a rendező mind Selznicknél, mind pedig az MGM-nél szerződésben állt. Ez abban az időben példa nélküli volt, s Cukor csakhamar Hollywood egyik legjobban fizetett rendezőjévé vált. A Selznickkel való kapcsolat vége élete talán legnagyobb dobásánál, az Elfújta a szélnél következett be. A probléma közte és a producer között a hiányos forgatókönyv, a munkatempó, és az anyagi vonzat volt. Ám szárnyra kapott egy anekdota, mely szerint azért kellett Cukornak 10 nap után mennie a produkcióból, mert a film sztárjának, Clark Gable homofób jelleme miatt nem tetszett a rendező „lányos” viselkedése. A forgatókönyvből Cukor így csupán 33 percet tudott rögzíteni, mert a helyére csakhamar megtalálták az utódját Victor Fleming személyében.
Fleming éppen akkor fejezte be az Óz, a csodák csodája című musicalt. Ő már végig kitartott a problémás forgatás mellett, de a film vége felé idegkimerültséget kapott, így Sam Woodnak, majd William Cameron Menziesnek kellett a helyére beugrania. Selznick Fleming tapasztalatát és rutinját bár sokra becsülte, de a biztonság kedvéért egy jelenet erejéig bevetette frissen szerzett titkos fegyverét, Alfred Hitchcockot is. Az angol direktor abban a jelenetében hagyta hátra kézjegyét, ahol az asszonyok épp a lincselésbe indult férjeiket várják vissza. A film főcímében csak Fleming nevét tüntették fel. Az igazán nagy jelenetek a film első felében vannak, amit Cukor rendezett. Selznick beállított jelenetei a filmtörténet legemblematikusabb képei között szerepelnek: a távolodás a sebesültet ellátó Scarlettől, a menekülés az égő Atlanta lángjai között és amint Gable a lányt a karjaiban viszi fel a lépcsőn. Fleming a macsó akciójeleneteket vitte vászonra, az érzelmi szálak bonyolultságát azonban nem sikerült kellően ábrázolnia.

### Látványterv
A nagy formátumú rendezők és színészek mellett William Cameron Menzies, a film díszlettervezője tulajdonképpen megalkotta a tökéletes játszóteret Selznick számára. Menzies producere kérésére utazott vissza Hollywoodba, hogy megteremtse neki a valaha volt legegyedibb miliőt. Menzies elmondása szerint Selznick még az első tekercsnyi felvétel előtt elkészítette a pontos ütemtervét a filmnek, így már a produkció 80%-a papíron elkészült, mire a csapó először elkiáltotta volna magát, hogy „Felvétel!” Menzies közel két évet töltött a film látványvilágával, s ezzel kiérdemelte a stáblistán addig példa nélkül álló feliratot: „a produkciót tervezte William Cameron Menzies”. Az Amerikai Filmakadémia a következő sorral adományozott neki különdíjat: „A drámai hangulat színes technika útján való hangsúlyozása terén nyújtott kiemelkedő teljesítményéért.” Menzies ezenfelül még két Selznick-filmben is kivette a részét: az 1945-ös Elbűvölve című filmben a Dalí ihlette álomjeleneteket tervezte és rendezte, az 1946-os Párbaj a napon westernben néhány részt maga koordinált.

## Eltérések a regényhez képest
- A filmben Scarlettnek nem születik gyereke az első két férjétől.
- Scarlett első megözvegyülése után a regényben előbb Savannah-ba és Charlestonba utazik, utána megy Atlantába, a filmben az előbbi két város csupán lehetőségként vetődik fel.
- A regényben két Wilkes-lány szerepel, India és Honey, utóbbit szánják Charles feleségének; a filmben Ashley egyetlen testvére India, őt tervezik hozzáadni Charleshoz.
- Nem szerepel Henry Hamilton, valamint Merryweather nagypapa, akik a regényben részt vettek a volt rabszolgák elleni rajtaütésben is.
- A filmben nem említik a Tarleton-ikrek két bátyját.
- Nem esik szó Careen O'Hara Brent Tarleton iránti szerelméről, valamint arról sem, hogy Careen apácának áll.
- Nem szerepel Will Benteen, nem derül ki, hogy Sue Ellen férjhez megy.
- Nem említik Rhett Buttler házasságon kívüli gyerekét.
- A filmből keveset tudunk meg Gerald O'Hara múltjáról és családjáról.
- A filmben Eugenia Victoriának Rhett adja a Bonnie becenevet, de nem hangzik el a magyarázat (olyan kék a szeme, mint a Bonnie Blue Flag – kedves kék zászló), csupán annyi, hogy „a kékszemű Bonnie Buttler”.

A filmből kimaradó szereplők egy része a folytatás Scarlett televíziós változatában felbukkan (Henry Hamilton, Will Benteen), illetve a kihagyott események egy része is kiderül a folytatásban (Careen apácasága, Will és Sue Ellen házassága, Scarlett rokonsága).

## Fogadtatás
A művet a debütálás után rögvest a szívébe zárta a közönség, de akadtak olyanok is, akiket felháborítottak a látottak, s tüntetőleg kivonultak az előadásról. Az ok bármilyen hihetetlen is, de roppant egyszerű volt: ugyan számos jelenetben elcsattant egy csók, de ez még „szinte” elenyészett amellett az egy mondat mellett, mely azóta a filmtől függetlenül szintén kortörténelmi jelentőségűvé nőtte ki magát a film történelmében. Ezt az ominózus mondatot Butler szájából hallhatjuk a film vége felé, aki azt meri mondani Scarlettnek, hogy: Frankly my dear, I don't give a damn. („Őszintén szólva kedvesem, fütyülök rá.”) Az 1930-as években az erkölcsi cenzúra (PCA-ügy – Produkciót Szabályzó Bizottság) legismertebb példájává vált. Az akkoriban vulgárisnak minősített mondat helyett számos alternatívával próbálták helyettesíteni, („Őszintén, kedvesem… Mit sem érdekel többé; A közönyöm határtalan.”), de Selznick inkább egy 5000 dolláros bírság befizetése mellett döntött, és megtartotta az eredeti szöveget. Már a precedensintézkedést megelőzően ajánlotta, hogy a filmipar hagyjon föl a fölösleges és idejétmúlt produkciós szabálygyűjtemény kívánalmaival. A bűnös „damn” szó azért keltett felháborodást, mert akkoriban érvényben volt a Hollywood első önkorlátozó szabálygyűjteménye, amelyben pontokba szedve le volt írva, mit szabad és mit nem egy filmben. A gyűjteményben – mely 26 pontból tevődött össze – olyan tiltásokat lehetett találni, mint a káromlást, a mindennemű vallást sértő szavak használatát, továbbá az erkölcsiséget sértő szavakat.
A polgárháborús dráma végül 4 millió dollárba került, de csupán néhány hónappal a bemutatót követően már 10 millió dollárt hozott Selznicknek.

## Fontosabb díjak, jelölések
- Oscar-díj (1940)
  - díj: különdíj a színekért – William Cameron Menzies
  - díj: legjobb film  – David O. Selznick
  - díj: legjobb rendező – Victor Fleming
  - díj: legjobb forgatókönyv – Sidney Howard
  - díj: legjobb női főszereplő – Vivien Leigh
  - díj: legjobb női mellékszereplő – Hattie McDaniel
  - díj: legjobb díszlettervező – Lyle R Wheeler
  - díj: legjobb operatőr – Ernest Haller, Ray Rennahen
  - díj: legjobb vágó – Hal C. Kern, James E. Newcom
  - díj: legjobb technikai újítás – Don Musgrave
  - jelölés: legjobb férfi főszereplő – Clark Gable
  - jelölés: legjobb női mellékszereplő – Olivia de Havilland
  - jelölés: legjobb trükk – Fred Albin (hang), Jack Cosgrove (fényképezés) és Arthur Johns (hang)
  - jelölés: legjobb zene – Max Steiner
  - jelölés: legjobb hang – Thomas T. Moulton (Samuel Goldwyn SSD)